# Vitamitje
Vitamitje is een uitvinding van Professor Barabas in de stripreeks Suske en Wiske. Het is een autootje dat rijdt op voedsel (haar naam verwijst naar vitaminen).
Professor Barabas geeft Vitamitje cadeau aan Suske en Wiske in het verhaal De sprietatoom, omdat ze hem het leven hebben gered op Amoras (in het verhaal Het eiland Amoras). Typerend aan het autootje is dat het een expressief menselijk gezicht heeft. Suske en Wiske voeren het soms letterlijk door eten in de mond van Vitamitje te stoppen. Ondanks dit antropomorfisme kan Vitamitje niet praten, behalve in het album De tootootjes (1991) en tijdens aanwezigheid in Vitwana in het album Game of Drones (2016). 

## Verhalen
Vitamitje komt in de volgende verhalen voor:
- De sprietatoom (1946)
- De tamtamkloppers (1953)
- De boze boomzalver (1972)
- De adellijke ark (1979)
- De stoute steenezel (1979)
- De botte botaknol (1981)
- Sprookjesnacht aan zee (1983)
- De tootootjes (1991)
- De razende race (1995)
- De verdwenen verteller (2002)
- Paniek in Palermo (2004)
- De lepe luis (2005)
- Het mopperende masker (2005)
- Het vurige Vitamitje (2012)
- De witte wraak (2013)
- Game of Drones (2016)
- De harteloze Hein (2023)
- Het hondenhart (2025)

## Trivia
- In Sprookjesnacht aan zee wordt het autootje aangepast zodat het gemakkelijk in de duinen kan rijden, gek genoeg zijn er opeens twee van deze wagentjes voor de vrienden beschikbaar.
- Soms wordt het autootje ook Vitamientje of Vitamietje genoemd.
- In De tootootjes heeft Vitamitje drie kinderen: Piston[2], Cilin[3] en Sjasi[4]. Ze zien er net zo uit als hun moeder, zij het kleiner en anders gekleurd.
- In De razende race wordt Vitamitje aangepast om als race-auto te rijden, het autootje kan zich nu ook voortbewegen op water.
- In De terugkeer van de lepe luis gebruikt professor Barabas twee Vitavliegjes. Het vliegtuigje wordt ook gebruikt in De hippe hommels (2024).
- Vitamitje ziet er niet altijd hetzelfde uit. Zo heeft het autootje in bijv. De boze boomzalver ronde vormen, terwijl het kleine voertuig in De stoute steenezel er meer uitziet als een kleine jeep met hoekige vormen.
- In Game of Drones gebruikt professor Barabas de techniek van Vitamitje om drones te bouwen; de mini-terranef, Gyronetta (een mini-gyronef), Vitavliegje en Vitavitesse.
- In het eerste verhaal van De Kronieken van Amoras, De zaak Krimson, ligt Vitamitje levensloos in het laboratorium van professor Barabas.